# 続源義経
『続源義経』（ぞくみなもとよしつね）は、1956年に公開された日本映画。監督は萩原遼。主演は中村錦之助。

## 概要
前年に公開された『源義経』の続編。前作同様、村上元三の同名小説を八尋不二が脚色し萩原遼が監督。キャストも前作に引き続き、中村錦之助が源義経、月形龍之介が武蔵坊弁慶を演じている。さらなる続編も予定されていたが本作で終了となった。

## あらすじ
牛若丸が鞍馬寺を抜け出し藤原秀衡を頼って奥州に向かい、鏡の宿で元服し九郎義経と名乗るところから、挙兵した兄源頼朝のもとに駆け付けた義経が上洛し平家追討に出陣するまでの物語である。

## キャスト
- 源義経 - 演：中村錦之助
- 静 - 演：千原しのぶ
- 常盤御前 - 演：山田五十鈴
- 藤原秀衡 - 演：宇佐美淳也
- 藤原成経 - 演：中村歌昇
- 武蔵坊弁慶 - 演：月形龍之介
- 金売吉次 - 演：竜崎一郎
- 源頼朝 - 演：南原伸二
- 良成 - 演：中村萬之助
- うつぼ - 演：中原ひとみ
- 鎌田正近 - 演：原健策
- 佐々木盛綱 - 演：清川荘司
- しのぶ - 演：美山黎子
- モイヤ - 演：山本鳥古
- 喜三太 - 演：中野雅晴
- 伊勢三郎 - 演：星十郎
- 駿河次郎 - 演：大丸巖
- 佐藤元治 - 演：熊谷武
- 佐藤継信 - 演：河村満和
- 熊坂長範 - 演：矢奈木邦二郎
- 岡崎義実 - 演：中野文男
- 土屋宗遠 - 演：堀正夫
- 国衡 - 演：中村時十郎
- 赤路具 - 演：香川良介
- 後白河法皇 - 演：泉田行夫

## スタッフ
- 監督：萩原遼
- 企画：大森康正
- 原作：村上元三『源義経』
- 脚本：八尋不二
- 撮影：吉田貞次
- 美術：川島泰三
- 音楽：小杉太一郎
- 録音：藤本尚武
- 照明：和多田弘
- 製作会社：東映（京都撮影所）